# Орден «За заслуги в культуре»
Орден «За заслуги в культуре» — государственная награда Республики Корея.

## История
Орден «За заслуги в культуре» был учреждён в 1973 году для награждения за заслуги в области культуры, искусства и развития общественных связей.

## Степени
Орден имеет пять классов.
В отличие от многих других орденов, степени ордена «За заслуги в культуре» не нумеруются, а имеют особые названия:
- Орден Золотой короны — орденский знак на чрезплечной ленте и звезда на левой стороне груди.
- Орден Серебряной короны — орденский знак на шейной ленте и звезда на левой стороне груди.
- Орден Короны-Сокровища — орденский знак на шейной ленте.
- Орден Яшмовой короны — орденский знак на нагрудной ленте с розеткой.
- Орден Цветочной короны — орденский знак на нагрудной ленте с розеткой.

| Орденские планки            |                           |                             |                              |                           |
| Орден Цветочной короны 화관 | Орден Яшмовой короны 옥관 | Орден Короны-Сокровища 보관 | Орден Серебряной короны 은관 | Орден Золотой короны 금관 |

## Описание
Знак ордена – четырёхконечный крест красной эмали с раздвоенными концами наложенный на золотую восьмиконечную звезду, лучи которой формируются сияющими штралами, состоящими из пучком двугранных лучиков, расположенных пирамидально. В центре креста круглый медальон красной эмали с каймой белой эмали. В медальоне погрудное изображение. На кайме надпись золотыми иероглифами. 
Звезда ордена аналогична знаку, но большего размера.
Орденская лента белого цвета с красными полосками, ширина которых и количество зависят от класса ордена